# Presa di Chiavenna (1524)
La presa di Chiavenna dell'8-9 gennaio 1524 durante le Guerre di Musso fu uno scontro avvenuto tra l'esercito dei Grigioni e quello ducale di Milano, capitanato da Gian Giacomo Medici e sul campo dal condottiero Matteo Riccio.

## Antefatto
Il castello di Chiavenna era un punto importante della dominazione dei Grigioni in Valchiavenna perché consentiva loro di controllare le vie montane di sbocco verso lo Spluga e la Val Bregaglia e nel contempo era conteso dal duca di Milano il quale era desideroso di ristabilire il proprio controllo sull'area. Il castello chiavennasco aveva origini antichissime (probabilmente risalenti all'epoca dei Galli) e, oggi come un tempo, era diviso in due parti: la parte inferiore a contatto con l'abitato e la parte superiore, detta "il Paradiso", posta sopra una rupe rocciosa e cinta da un doppio ordine di mura, accessibile unicamente tramite un piccolo viottolo a scalini ricavato nella roccia viva.

## La presa del castello di Chiavenna
Non appena il Medici giunse in vista di Chiavenna, dedicò molto tempo allo studio accurato della posizione della sua fortezza che, sotto molti aspetti, appariva complessa se non impossibile da conquistare a scapito della perdita di molti uomini. Gian Giacomo Medici ricorse quindi alla propria astuzia ed affidò l'impresa a Mattiolo Riccio, uno dei suoi uomini più valorosi. Riccio si pose, assieme ad un ristretto numero id uomini, nascosto accanto alla stradina che saliva verso la parte superiore del castello, rimanendo appostato sino a tarda sera quando fosse calata l'oscurità. Il gruppo aveva infatti saputo che il castellano grigione, Valfio Silvestri, era solito trascorrere le sue serate in paese con gli amici coi quali cenava e solo successivamente faceva ritorno al castello, accompagnato da pochi uomini e da torce. Subito questi venne assalito dagli uomini del Medici che, anziché ucciderlo, gli puntarono i coltelli alla gola e gli intimarono di dare il solito segno per l'apertura del castello. Il Silvestri, anziché tradire i suoi compagni, avrebbe preferito essere ucciso sul posto e per questo opponeva resistenza, al punto che quando vide estrarre le lame il figlio che questi aveva con sé si mise ad urlare dallo spavento. La voce del bambino venne udita anche dalla madre che si trovava a dormire all'interno del castello. Questa si sveglio e, comprendendo il pericolo, diede l'ordine di abbassare il ponte levatoio, così che oltre al marito ed al figlio vi entrarono anche gli uomini del "Medeghino", i quali tennero in scacco la famiglia del comandante sino al mattino successivo. Gli uomini del Medici uccisero uno ad uno tutti coloro che chiedevano di parlare col comandante e questo ridusse drasticamente il numero degli uomini in servizio nella fortezza, i quali vennero gradualmente sostituiti da uomini di fiducia delle truppe ducali.
L'allarme pervenne dagli abitanti del villaggio sottostante che iniziarono a notare sugli spalti del castello uomini diversi dal solito ed ebbero il forte sospetto che qualcuno si fosse introdotto nella fortezza con l'inganno; per questo vennero fatte suonare le campane del paese, ma sul posto era ormai arrivato Gian Giacomo Medici ed il conte d'Arco, governatore di Como, con le loro truppe.